# Août 1846

## Événements
- 1er août : élections législatives qui donnent une large victoire aux conservateurs. Le centre conservateur au pouvoir remporte les législatives avec 289 sièges sur 457. Les libéraux obtiennent 140 sièges, les extrêmes 28. Triomphe électoral de Guizot. Alexis de Tocqueville est réélu triomphalement par 409 voix contre 70 à Le Marois. Mais les élections sont défavorables à l'opposition, sauf dans le département de la Seine..
- 4 août : dans les pays catholiques on consacre à la Vierge le jour de sa fête la première grappe de raisin. D'ordinaire cette grappe est mûrie en serre-chaude, la saison étant trop peu avancée à l'assomption. Cette année, les chaleurs ont été telles que le raisin sera partout mûr le 15 août. (Hugo, Choses vues T1, p 290)

- 19 août, France : ouverture d’une session extraordinaire des Chambres.
- 25 août, France : ouverture du procès Joseph Henry à la Chambre des pairs.
- 27 août, France : Joseph Henry est condamné aux travaux forcés à perpétuité. À la Chambre des pairs, Victor Hugo intervient dans le sens de l'indulgence en faveur de Joseph Henry.
- 31 août : l'astronome français Urbain Le Verrier transmet à l'académie des sciences ses calculs définitifs sur la position de la planète Neptune effectués à partir des irrégularités de l'orbite d'Uranus.

## Naissances
- 1er août : Tito Pasqui (mort en 1925), agronome et homme politique italien.
- 4 août : Delos Davis (mort en 1915), avocat canadien.
- 6 août : Louis Lépine, avocat et homme politique français, préfet de police de la Seine, inventeur de la brigade criminelle et du concours Lépine (mort en 1933).
- 8 août : Alfred Giard (mort en 1908), zoologiste français.
- 21 août : Étienne Bazeries (mort en 1931), cryptanalyste militaire français.

## Décès
- 6 août : Marie-Charles-Théodore de Damoiseau de Montfort (né en 1768), astronome français.
- 15 août : Sylvain Charles Valée, 73 ans, maréchal de France (° 1773).
- 25 août : Giuseppe Acerbi (né en 1773), explorateur, naturaliste, archéologue et diplomate italien.